# Wola Rożniatowska
Wola Rożniatowska [pronunciación en polaco: /ˈvɔla rɔʐɲUnˈtɔfska/] es un pueblo ubicado en el distrito administrativo de Gmina Drużbice, dentro del Distrito de Bełchatów, Voivodato de Łódź, en Polonia central. Se encuentra aproximadamente a 6 kilómetros al suroeste de Drużbice, a 8 kilómetros al norte de Serłchatów, y al sur de la capital regional Łódź.